# Kvadratúra (csillagászat)

A keleti és nyugati kvadratúra szemléltetése

A kvadratúra a csillagászatban a Nap, a Föld és egy égitest (többnyire bolygó vagy a Hold) olyan helyzete, amikor a Nap és a harmadik test közötti szög (az elongáció) a Földről nézve az ekliptika síkjában éppen 90°.
A megfigyelt égitest lehet keleti kvadratúrában (a Naptól keletre látszik), vagy nyugati kvadratúrában (a Naptól nyugatra látszik). A belső bolygók (Merkúr, Vénusz) sohasem lehetnek kvadratúrában a Földről nézve. Más felfogás szerint kvadratúra az is, ha például a Vénusz, a Nap és a Föld 90°-os háromszöget alkot.
A Hold az első és a harmadik negyedben kvadratúra pozícióban van.
Kvadratúrában az égitest körülbelül 6 órával hamarabb (nyugati kvadratúrában), illetve körülbelül 6 órával később (keleti kvadratúrában) kel fel, mint a Nap. Az időeltérés az ekliptika és a horizont közti szögtől is függ. Ha az égitest kvadratúrája idején a Hold az utolsó negyedben van, a két objektum egymás közelében látható, vagy előfordulhat, hogy a Hold eltakarja a bolygót. A jelenség neve okkultáció. Ahogy a bolygó a kvadratúra pozícióból az oppozíció felé halad, látszó átmérője és fényessége megnő. Egyre korábban kel fel reggel, általában éjfél előtt. Ahogy az oppozíció felé halad, egy furcsa jelenséget mutat, amit retrográd mozgásnak neveznek. A külső bolygók általában  az égbolton jobbról balra haladnak. Az oppozíció előtt azonban ez az irány megfordul és a bolygó balról jobbra látszik mozogni. Kvadratúra után a bolygó távolodik a Földtől, látszó átmérője csökken és elhalványul. Úgy látszik, mintha közelebb kerülne a Naphoz, valójában azonban a Nap gyorsabban mozog kelet felé, mint a bolygó. A bolygó hamarosan túl közel lesz a Naphoz, hogy látható legyen éjszaka, majd konjunkcióba kerül a Nappal és az egész ciklus kezdődik elölről.
Amikor a Mars kvadratúrába kerül, látszó átmérője mindössze 8 ívmásodperc, ilyenkor amatőr távcsövekkel nem lehet részleteket látni rajta.
Szamoszi Arisztarkhosz a kvadratúrát felhasználva próbálta meghatározni a Hold és a Nap relatív távolságát (részletesebben lásd a róla szóló szócikkben).